# Cusey
Cusey ist eine französische Gemeinde mit 286 Einwohnern (Stand: 1. Januar 2022) im Département Haute-Marne in der Region Grand Est (vor 2016 Champagne-Ardenne). Sie gehört zum Arrondissement Langres und zum Kanton Villegusien-le-Lac. Die Einwohner werden Catotiers genannt.

## Geografie
Cusey liegt an der Vingeanne mit ihrem Zufluss Badin und am parallel verlaufenden Marne-Saône-Kanal an der Grenze zum Département Côte-d’Or, etwa 40 Kilometer nordnordöstlich von Dijon. Umgeben wird Cusey von den Nachbargemeinden Choilley-Dardenay im Norden, Champlitte im Osten und Nordosten, Percey-le-Grand im Osten, Chaume-et-Courchamp im Süden und Südosten, Sacquenay im Süden, Occey im Südwesten sowie Isômes im Westen und Nordwesten.

## Bevölkerungsentwicklung
| Jahr                       | 1962 | 1968 | 1975 | 1982 | 1990 | 1999 | 2006 | 2011 | 2018 |
| Einwohner                  | 209  | 194  | 279  | 254  | 268  | 233  | 244  | 261  | 282  |
| Quellen: Cassini und INSEE |      |      |      |      |      |      |      |      |      |

## Sehenswürdigkeiten
- Kirche Sainte-Marthe in Percey-sous-Montormentier
- Kirche Saint-Julien in Cusey
- Burgruine in Cusey

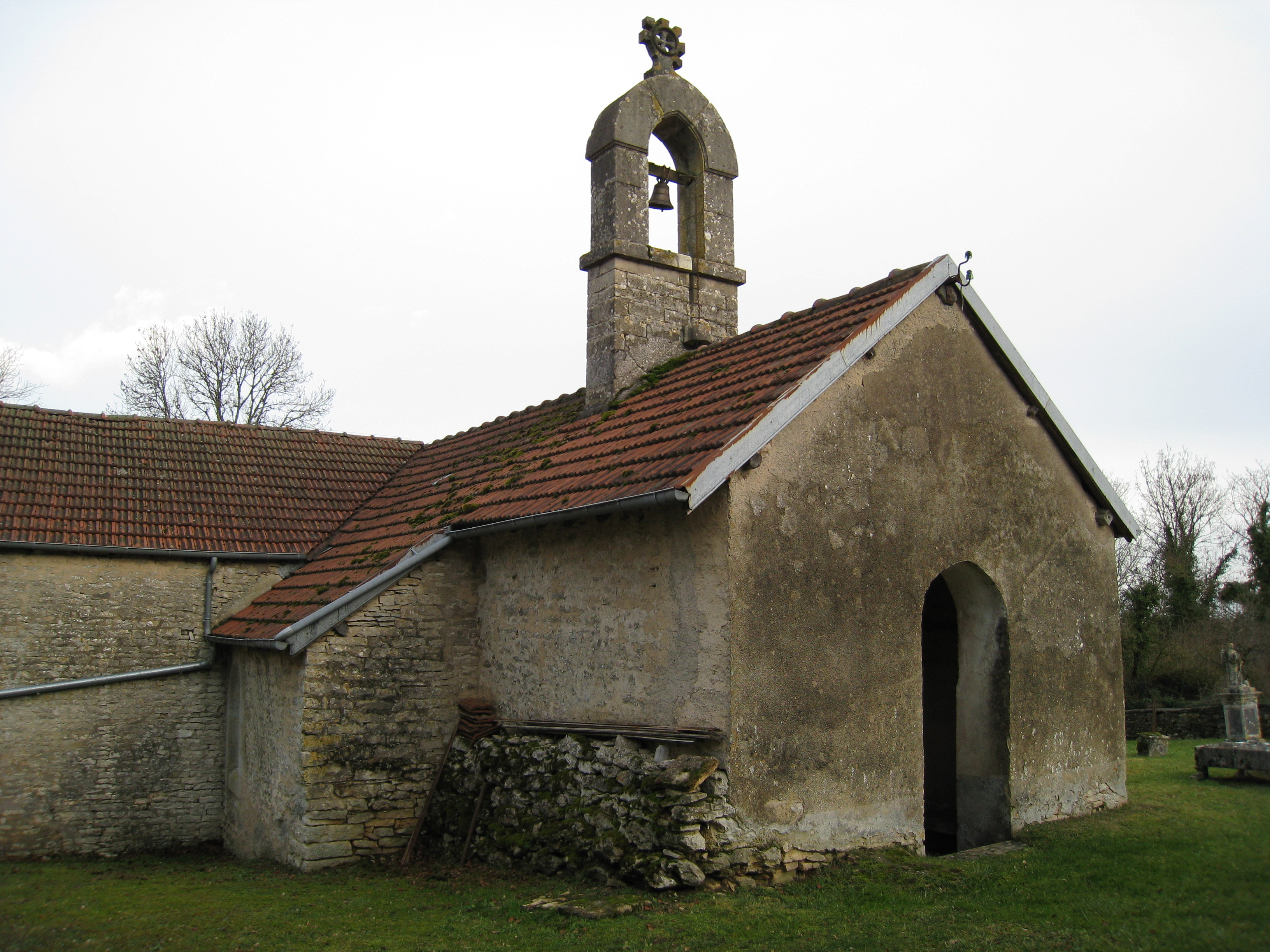
Kirche Saint-Pierre
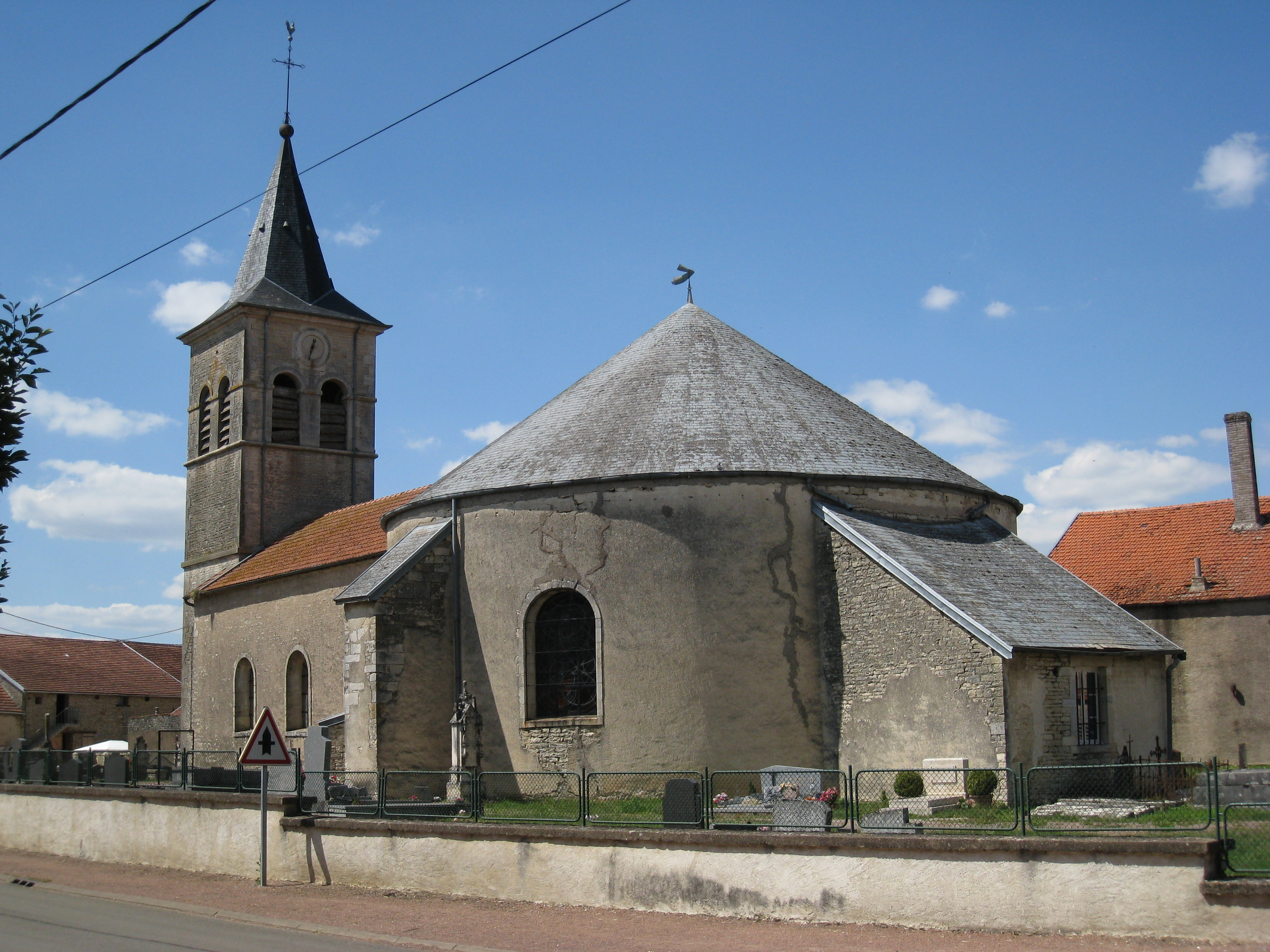
Kirche Saint-Julien